# Ems-Vechte-Kanal
Der Ems-Vechte-Kanal (Abkürzung: EVK) verbindet die Vechte in Nordhorn mit der Ems in Hanekenfähr südlich von Lingen.

## Verlauf
Der EVK ist 22,95 km lang und besitzt zwei Schleusen. Das Profil wurde als Normalprofil gebaut und hat eine Sohlenbreite von 8,5 m und eine Tiefe von 1,8 m. An der Oberfläche beträgt die Breite 16 m. Die Ems-Schleuse in Hanekenfähr ist 33 × 6,3 m groß mit einer Drempeltiefe von 2 m. Die Koppelschleuse am Westende in Nordhorn steigt in die Vechte ab. In Nordhorn gibt es einen Verbindungskanal in westlicher Richtung zum Nordhorn-Almelo-Kanal. Nach Norden hin besteht eine Verbindung über den Süd-Nord-Kanal zum Coevorden-Piccardie-Kanal, zum Schöninghsdorf-Hoogeveen-Kanal und zum Haren-Rütenbrock-Kanal. Zehn Brücken hat der Ems-Vechte-Kanal, wobei die meisten als Drehbrücken errichtet wurden.

## Geschichte
Um die großen Moorflächen zu nutzen, schlug der Abgeordnete Werner von Beesten den Bau von drei Kanälen vor: einen von der Ems bei Hanekenfähr zur Vechte in Nordhorn (Ems-Vechte-Kanal), einen von der Ems bei Haren nach Rütenbrock, verbunden mit dem Groningenkanal (Haren-Rütenbrock-Kanal) und den dritten Kanal zur Verbindung der zwei vorgenannten von Nordhorn nach Rütenbrock (Süd-Nord-Kanal).
Der Vorschlag fand im Landtag allgemeine Zustimmung, auch um die Arbeitskraft der Kriegsgefangenen aus dem Deutsch-Französischen Krieg von 1870/71 zu nutzen. In kürzester Zeit wurde in der Nähe von Hanekenfähr für 2.000 Mann ein Barackenlager errichtet. Der in Lingen erschienene „Volksbote“ berichtete am 23. September 1870, dass für den Kanalbau Französische Kriegsgefangenen kämen. Der Ems-Vechte-Kanal wurde im Juli 1879 eröffnet, nachdem er unter großen Entbehrungen gebaut worden war; sein Bau kostete zahlreichen Kriegsgefangenen das Leben. Des Weiteren wurden zwei Schleusen und zehn Brücken sowie Brücken- und Schleusenwärterhäuser errichtet.
Der heutige Ems-Vechte-Kanal ist Teil des linksemsischen Kanalnetzes, das zwischen 1870 und 1904 entstand. Bis in die 1960er Jahre passierten jährlich bis zu 240 kleine Lastkähne in beide Richtungen die Wasserstraße. 1973 wurde die Schifffahrt eingestellt. Neben dem Gütertransport für Schiffe mit 200 Tonnen Tragfähigkeit diente der Kanal der Entwässerung der Moore, deshalb hat er eine leichte Strömung Richtung Westen und die Schiffer konnten früher ihre Kähne nachts von Lingen nach Nordhorn treiben lassen und sich dabei schlafen legen. Nach der Einstellung des Schiffsverkehrs senkte man den Wasserspiegel; der EVK dient heute hauptsächlich der Entwässerung und dem Sportboothobby.
Die Schleusenanlagen und die Brücken- und Schleusenwärterhäuser wurden zum Teil unter Denkmalschutz gestellt. Die Häuser wurden nach und nach an Privatpersonen verkauft.
Durch die Initiative des Vereins Graf-SHIP ist der Ems-Vechte-Kanal durch Landrat Friederich Kethorn am 14. November 2005 für Boote bis zu einer Länge von 12 Metern jeweils zwischen 1. Mai und 31. Oktober wieder freigegeben worden. In den Sommermonaten verkehrt unregelmäßig auf dem Ems-Vechte-Kanal ein Ausflugsschiff, das vom Feriengebiet „Hanekenfähr“ in Lingen über die Ems durch den Ems-Vechte-Kanal nach Nordhorn fährt. Außerdem wird über den Ems-Vechte-Kanal und den Süd-Nord-Kanal das für die Schleusen benötigte Wasser des Haren-Rütenbrock-Kanals bereitgestellt.
Der südliche Leinpfad am Ems-Vechte-Kanal wird heute als Rad- und Wanderweg von der Kanalbrücke in Elbergen bis nach Nordhorn genutzt.
Siehe auch:
Conradspättken
Übersicht über die Kanäle in Deutschland

## Kilometrierung
0  Beginn bei Emskilometer 84,3, Schleuse
17 Verbindungskanal zur Vechte
20,1 Abzweig des Süd-Nord-Kanals
21,9 Koppelschleuse in die Vechte, Ende des Kanals

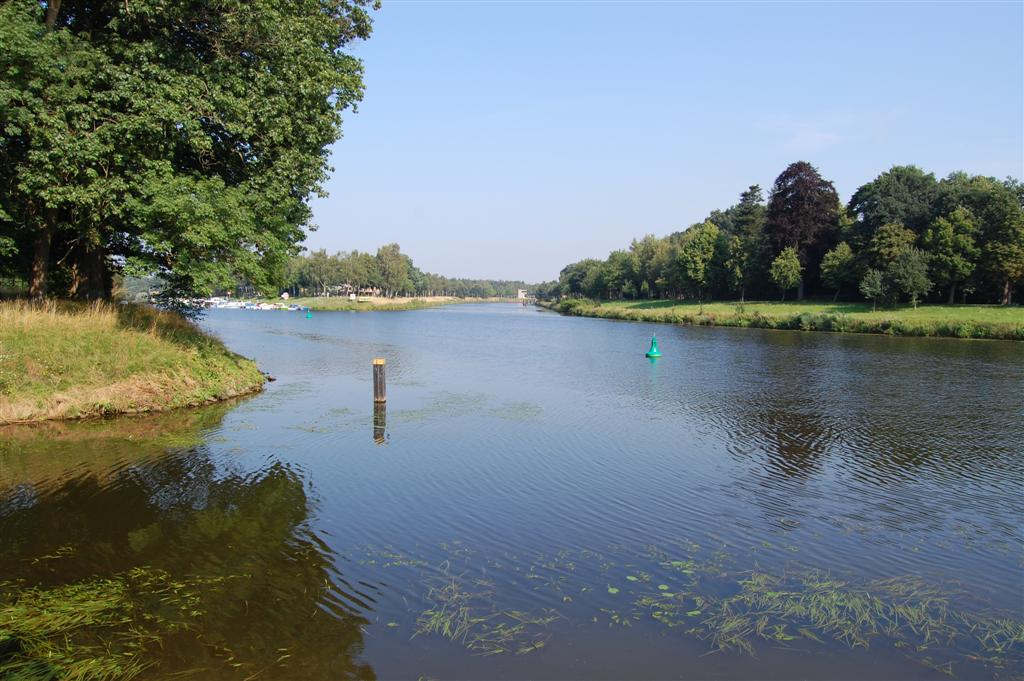
Der Anfang des Kanals in Hanekenfähr
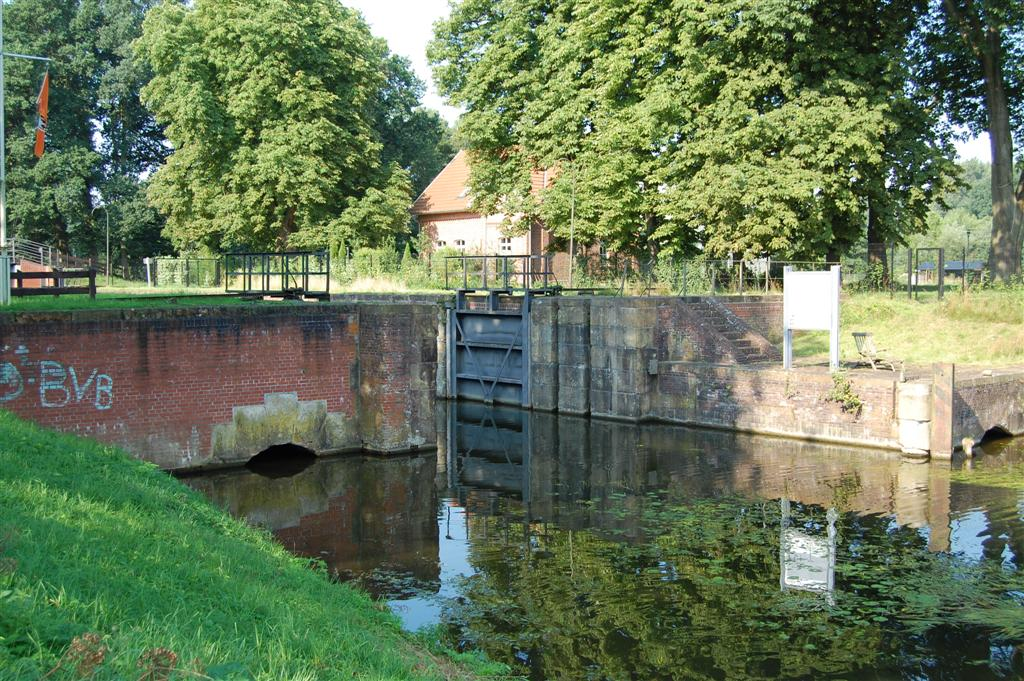
Schleuse Hanekenfähr
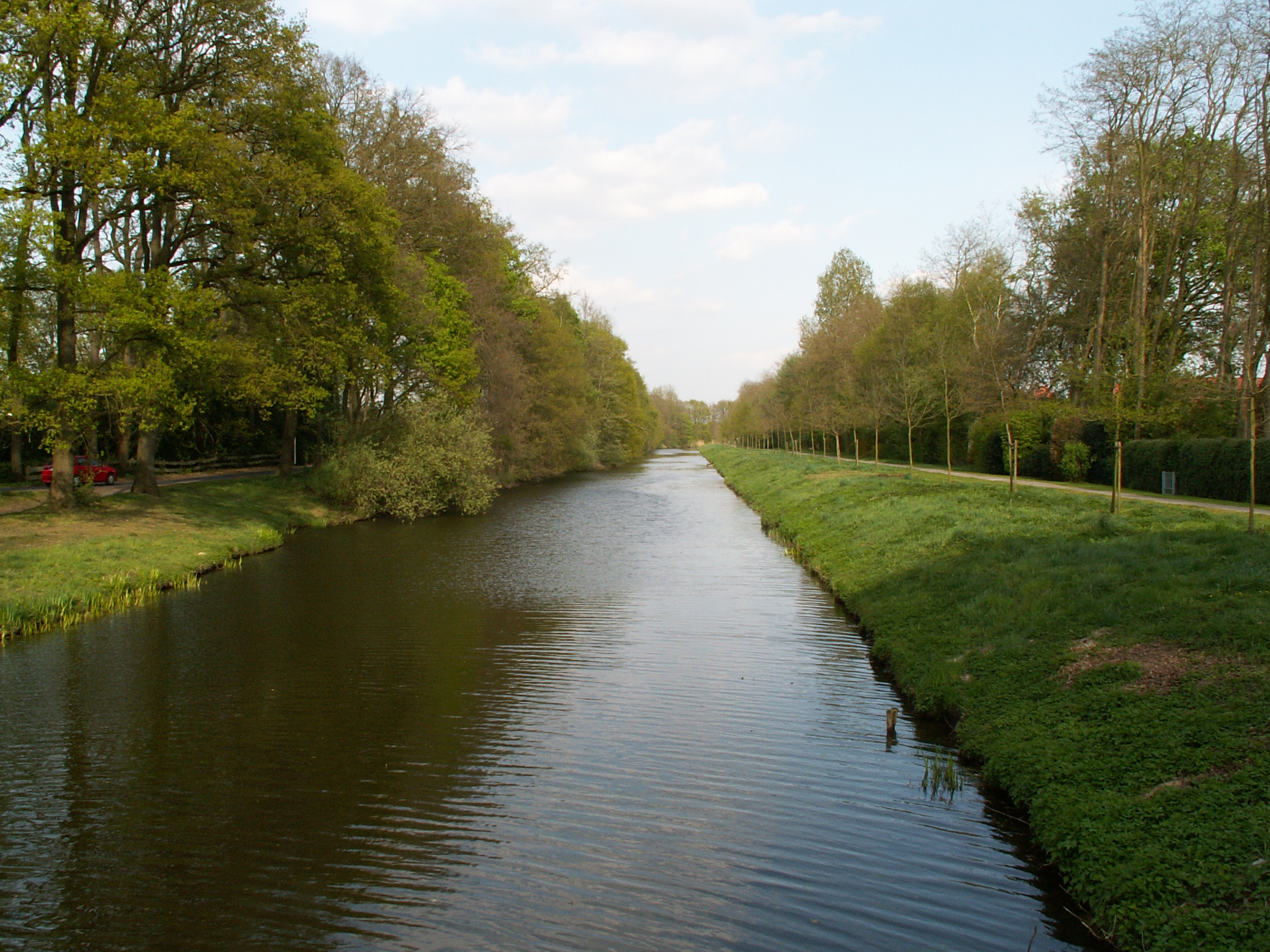
In Nordhorn nach Osten
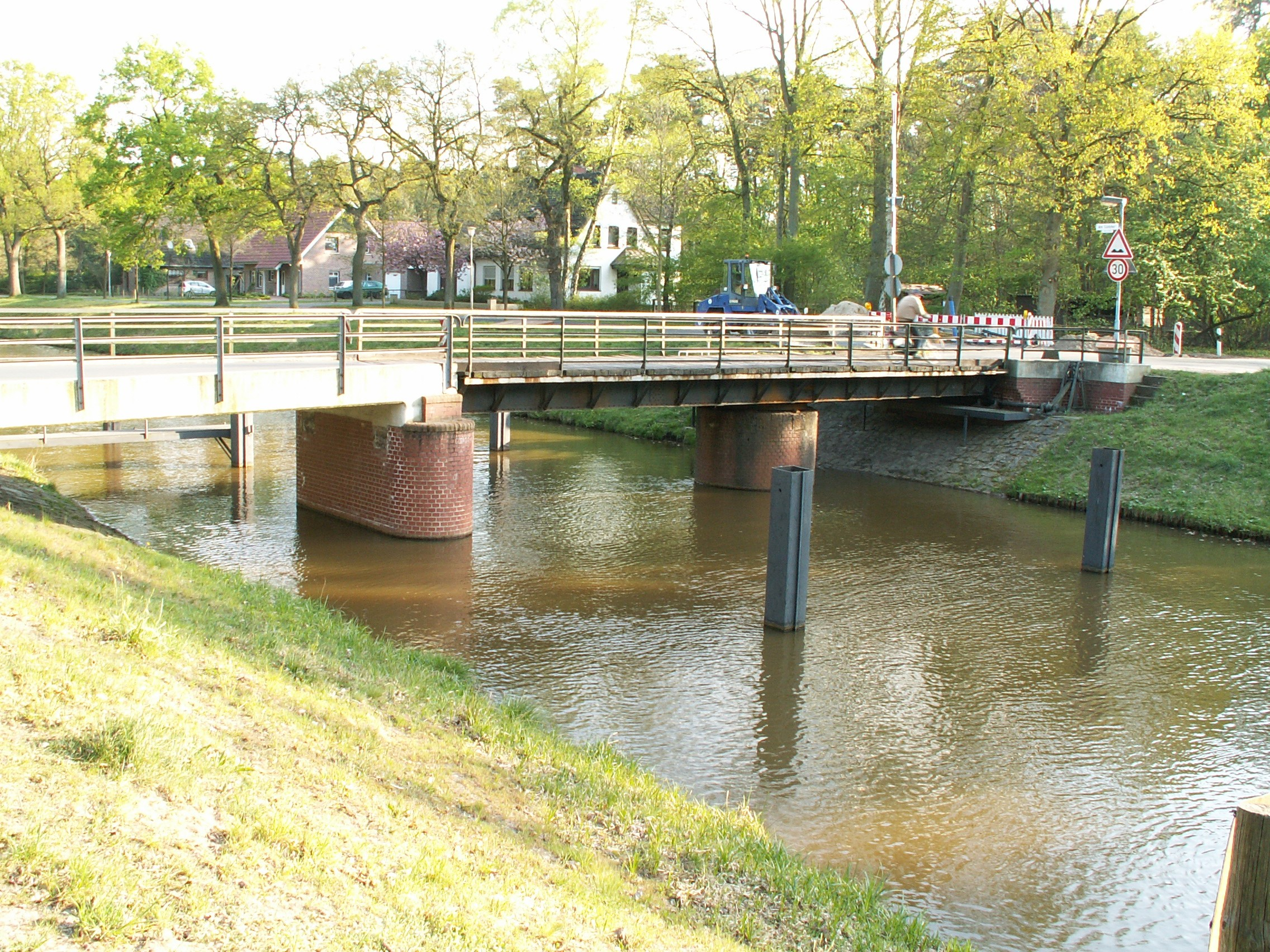
Evers-Kotting-Brücke in Nordhorn
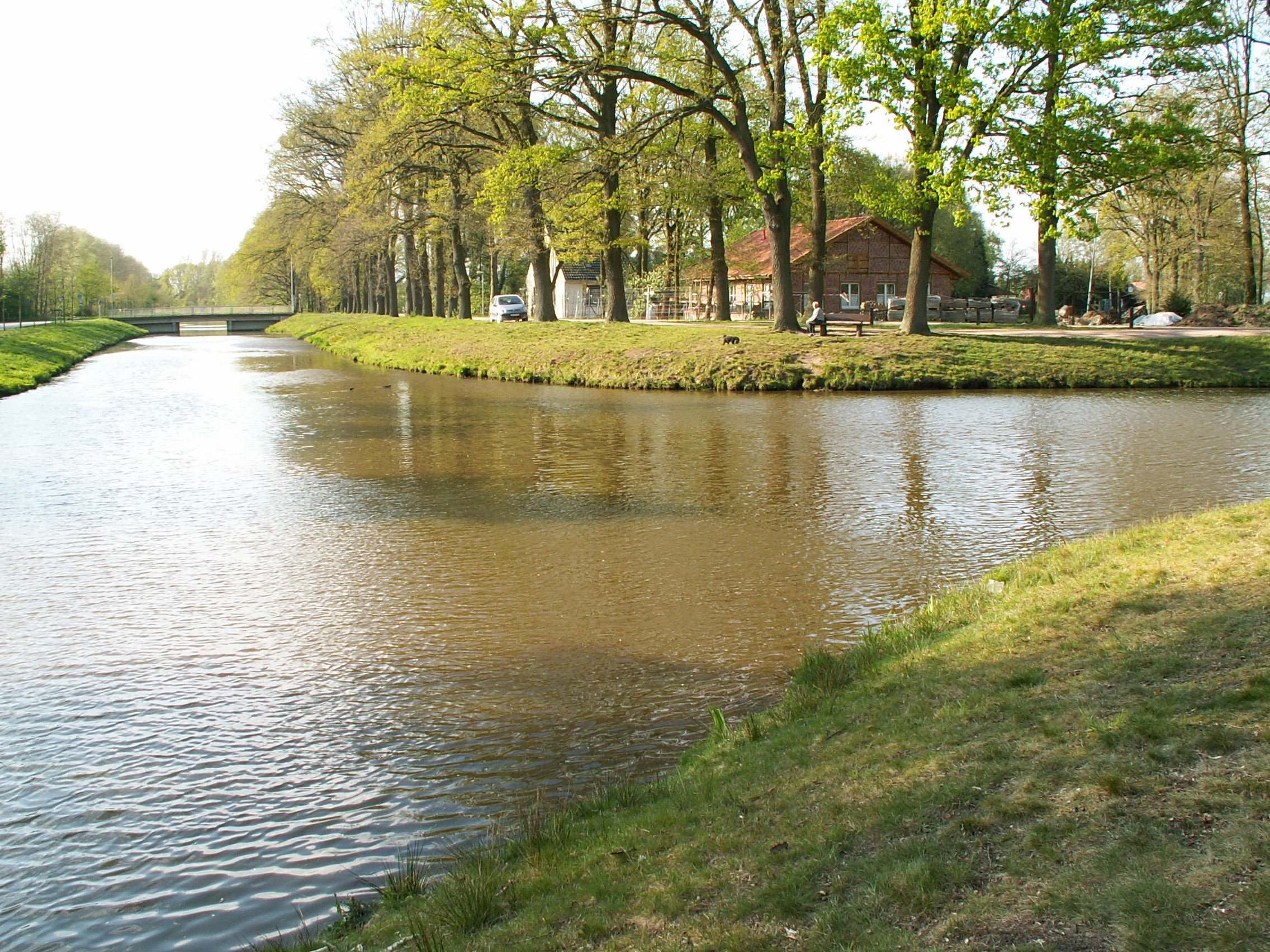
Die Einmündung des Süd-Nord-Kanals
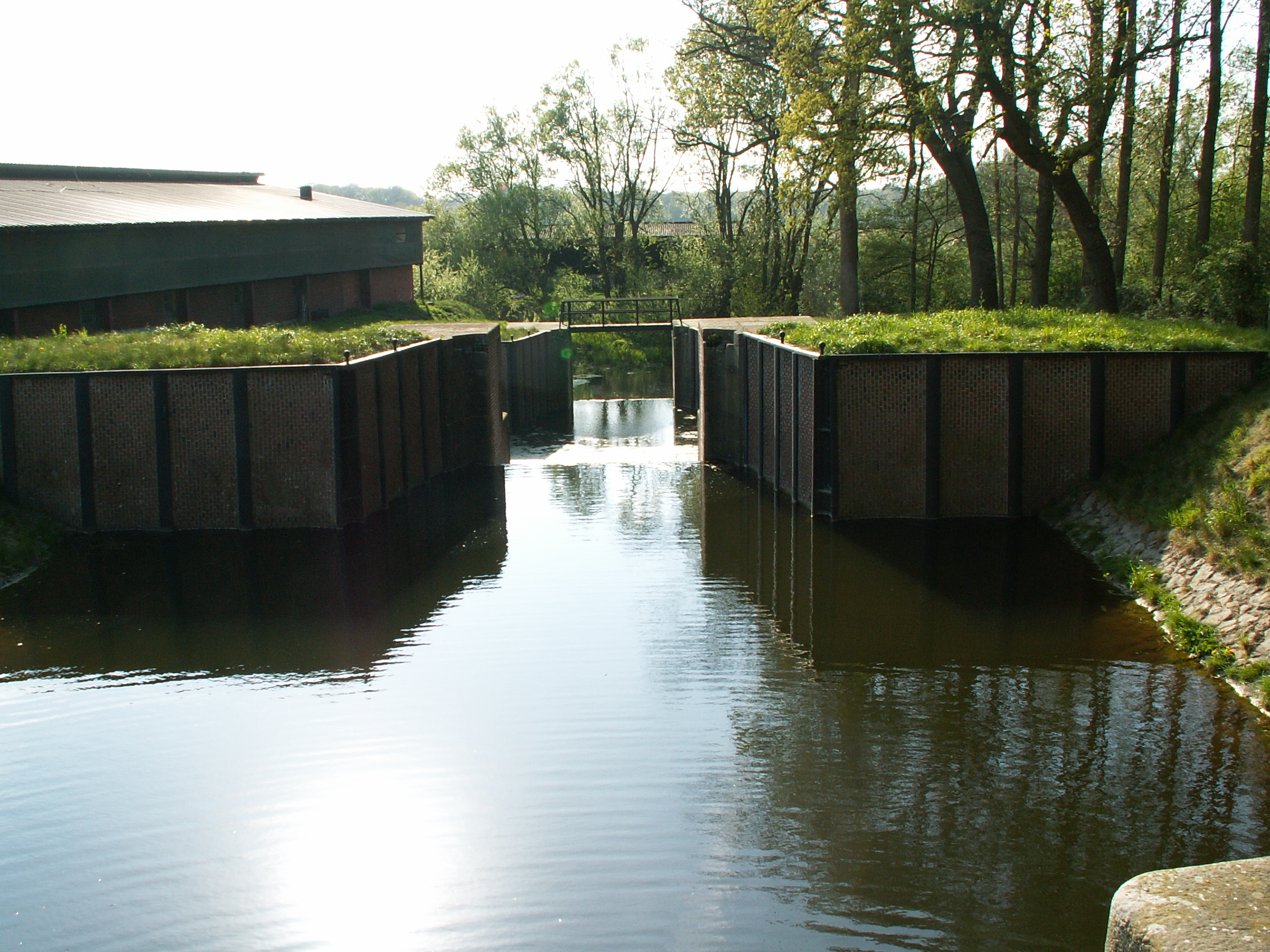
Die Koppelschleuse von oben
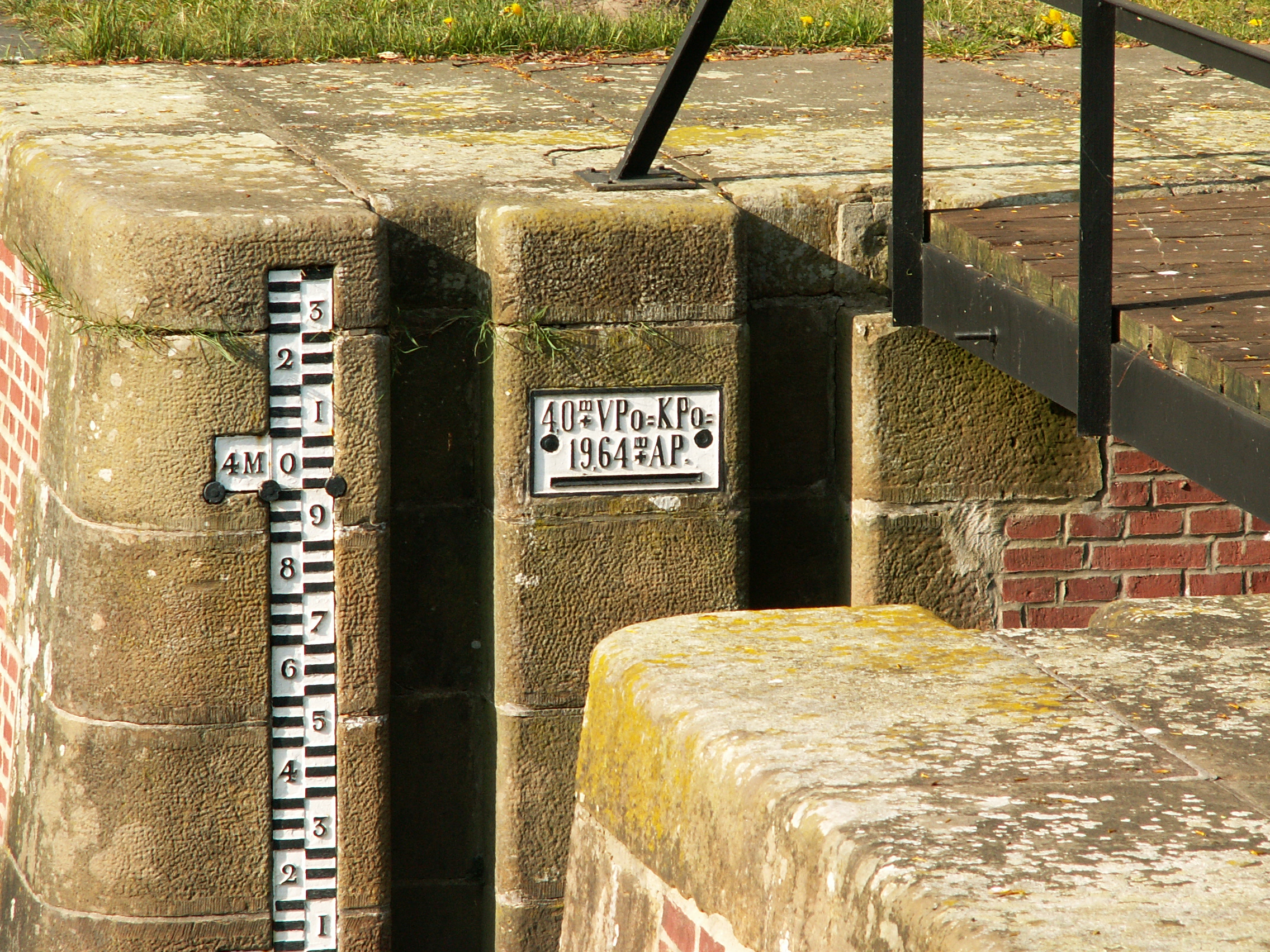
Der Pegel am Westende des Kanals
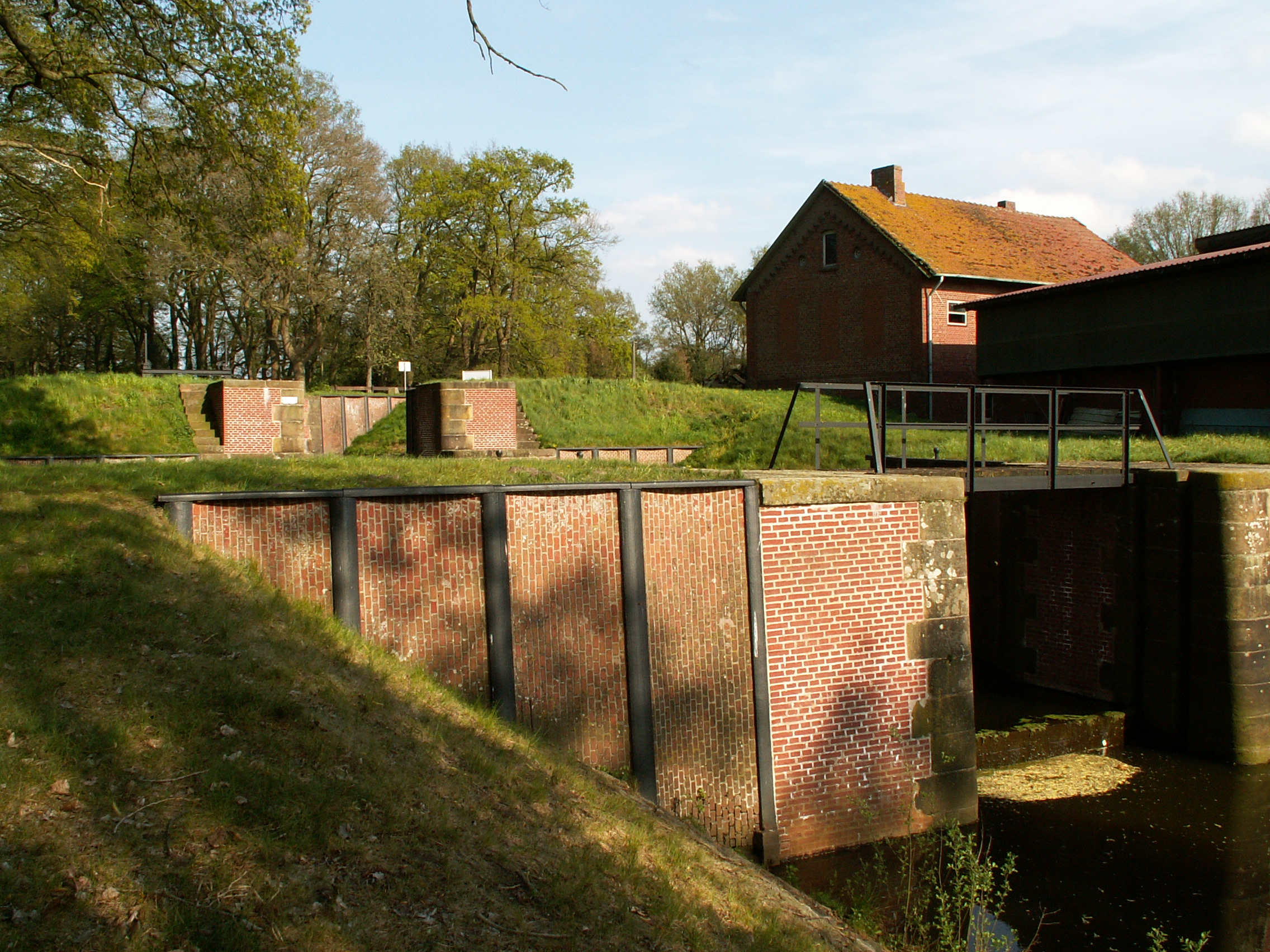
Die Koppelschleuse von unten